# A csendőr New Yorkban
A csendőr New Yorkban (eredeti cím: Le Gendarme à New York) 1965-ben bemutatott francia–olasz filmvígjáték, a népszerű Csendőr-filmek második része. A film rendezője Jean Girault, producerei Gérard Beytout és René Pignières. A forgatókönyvet Jacques Vilfrid és Jean Girault írta. A zenéjét Raymond Lefevre és Paul Mauriat szerezte. A főszerepben Louis de Funès látható. A mozifilm az S.N.C. (Société Nouvelle de Cinématographie) gyártásában készült. 
Franciaországban 1965. október 29-én mutatták be a mozikban. Magyarországon a mozikban feliratos változatban vetítették. A magyar szinkront 1991. június 16-án az MTV2-n vetítették le a televízióban. A Magyar Televízió által készített változattal adták ki DVD-n.

## Cselekmény
A film A Saint Tropez-i csendőr  folytatása, ám ezúttal nem a francia kisvárosban játszódik a történet érdemi része. A hat csendőr megbízást kap, hogy képviselje Franciaországot a nemzetközi csendőrkongresszuson New Yorkban.
Nicole (Geneviève Grad) szeretne édesapjával tartani, de a szabályzat értelmében családtagok nem utazhatnak a delegációval. A lány azonban nem adja fel! A csendőrök repülővel és vonattal utaznak az indulási kikötőbe, Le Havre-ba, Nicole titokban autóstoppal megy, majd potyautasként száll fel a France nevű luxus óceánjáróra. A csendőrbrigád az utazás közben egyik mulatságosabb helyzetből a másikba kerül a hajón. Eltévednek, képtelenek időben odaérni a mentési gyakorlatra, az olasz csendőrök tekében és asztalifociban megverik őket. Miután Lütyő egy pillanatra meglátja Nicole-t a fedélzeten, többé nincs nyugta, Gabaj törzsőrmester nyugtatgatása ellenére mindenhol lányát véli látni a hajón. Fütyesz eközben rejtélyes betegség miatt a hajó kórházába kerül.
Partra érkezéskor Nicole-t letartóztatják, mivel jegy és útlevél nélkül utazott. Sosem állt tőle távol a füllentés, így szegény árvának mondja magát. Egy újságíró fantáziát lát a történetében, felkarolja és garanciát vállal érte, így nem esik bántódása, sőt „Nicole, a kis francia árva felfedezi a lehetőségek országát” címmel televíziós műsorban is fellép.
Az apja a tévéműsorban ismét meglátja, ettől kezdve módszeresen keresni kezdi. Kinyomozza, hogy lánya az YWCA női hotelben lakik, mivel azonban az ottani szabályzat ellenére férfi létére erőszakkal be akar menni, letartóztatják. Gabaj közbenjárására ugyan elengedik, de „kényszerképzete” miatt pszichiáterhez kell mennie. Az eset után Nicole az olasz csendőrküldöttség egy jóképű tagjának zöldséges rokonaihoz megy lakni, „örök szerelem” címmel egy fotó is készül kettejükről. Amikor apja egy újság címlapján a fotót felfedezi, nincs megállás. Ismét kinyomozza lánya lakóhelyét, onnan francia fotóriporternek álcázva magát „elrabolja”. A zöldséges két fia utánuk ered, előlük egy kínai ruhaboltba menekülnek, onnan kínai álruhában menekülnek tovább a szállodába, ahol Nicole-t apja titokban elrejti a szobájában.
Közben Fütyeszt is kiengedik a kórházból, kiderült, hogy allergiás a tengeri madarakra. Lelkesen indulna a megmaradt egy napon megnézni a várost, de mindjárt a kórház ajtajában lábát töri, viszik vissza. A kongresszus lassan végéhez közeledik, a legfőbb probléma Nicole hazajuttatása. A szálloda boltjában Lütyő Gabaj segítségével vesz lányának „ajándékba” egy ruhát a kínai helyett, titokban oda is adja neki, majd hatalmas utazóládájában elbújtatja és megpróbálja kicsempészni a repülőtérre, azonban a láda egy elhagyott helyen leesik a taxi tetejéről. Lütyő elküldi a taxit, majd kiszabadítja lányát a ládából. Nicole megússza az esést, de ruhája piszkos lesz és ujja kicsit vérezni kezd. Mivel egyetlen taxi sem áll meg neki, Lütyő átöltözik a kongresszuson ajándékba kapott amerikai rendőregyenruhába, úgy próbál meg taxit szerezni. Balszerencsére ismét az előző taxist inti le, aki felismeri, az üres láda, a vérnyomok és az álruha alapján gyilkosságnak véli az esetet. Ekkor már a fél rendőrség Nicole-t és elrablóját keresi, de mulatságos fordulatok után újra sikerül megmenekülniük. Nicole egy másik taxival megy a repülőtérre, Lütyő visszaöltözik a csendőregyenruhába, majd az addigra már teljesen kétségbeesett taxisnak visszaadja a korábban elvett kocsikulcsot és kiviteti magát a repülőtérre.
A repülőtéren a talpraesett Nicole beoson a légikísérők öltözőjébe, átöltözik az Air France egyenruhájába, majd hamarosan már a párizsi gépen ül, mint „kisegítő” légikísérő. Mivel nem utazhatnak ugyanazon a gépen a lebukás veszélye nélkül, Lütyő feladata elintézni, hogy a csendőrök lemaradjanak róla, amit a csomagokat szállító futószalag elrontásával el is ér. Minden elrendeződött, a csendőrök a következő géppel utaznak haza. Mindössze egyetlen apróság csúszik a tervbe, Nicole a Gabaj által kiválasztott ruhában megy köszönteni  hazatérő édesapját... A lebukás teljes.

## Érdekességek
- A filmben szereplő France a hatvanas évek legszebb és legmodernebb luxushajója volt, 1962-ben lépett szolgálatba. Több volt, mint egy egyszerű hajó, a háború utáni francia ipar büszkesége és a nemzeti érzés része is volt.  A transzatlanti utak hanyatlása és az üzemanyagárak drámai megemelkedése miatt 1974 után évekre leállították, 1980-ban eladták egy norvég cégnek, majd átkeresztelték Norway névre. Egy súlyos műszaki baleset után ismét eladták, átkeresztelték Blue Lady névre, tervek születtek úszó szállodaként való hasznosítására, de végül 2008-ban szétbontásra került.
- A film korában szállóige lett Lütyő a többieknek adott angolórája a létező legfontosabb kifejezésekről: My flowers are beautiful – Your flowers are NOT beautiful (az én virágaim szépek, a maga virágai nem szépek). My tailor is rich – Your tailor is NOT rich (az én szabóm gazdag, a maga szabója nem gazdag).
- A film közepén egy táncos jelenet van. A jelenet és a Lütyő által benne említett Maria név az akkoriban nagyon népszerű West Side Story című filmre utal. A jelenet zenéjét az ismert francia nagyzenekar vezető, Paul Mauriat szerezte a West Side Story zenéjének megfelelő stílusban.
- A filmben az Empire State Building tetejére kb. 5 másodperc alatt ér fel a gyorslift, ez több száz kilométeres sebességnek felelne meg, felfelé menetnél induláskor az utasok elveszítenék az eszméletüket, érkezéskor a mennyezetnek csapódnának, valójában nem így működik az a bizonyos gyorslift.
- Nicole első alkalommal az YMCA női megfelelőjének számító YWCA hoteljében szállt meg.
- Abban a jelenetben, ahol Lütyő először fedezi fel lányát a hajó fedélzetén, mikor Nicole felmegy a mentőtutaj fedélzetre, ragyogó kék ég van, mikor apja felfedezi, borús, a jelenet legvégén köd van a tenger felett.

## Szereplők
| Szereplő                                    | Színész              | Magyar hang        |
| ------------------------------------------- | -------------------- | ------------------ |
| Ludovic Cruchot (Lütyő őrmester)            | Louis de Funès       | Balázs Péter       |
| Nicole, Lütyő őrmester lánya                | Geneviève Grad       | Tóth Enikő         |
| Jérôme Gerber (Gabaj főtörzs)               | Michel Galabru       | Kránitz Lajos      |
| Lucien Fougasse (Fütyesz közlegény)         | Jean Lefebvre        | Somogyvári Pál     |
| Albert Merlot (Pacuha közlegény)            | Christian Marin      | Verebély Iván      |
| Tricard (Beléndek közlegény)                | Guy Grosso           | Márton András      |
| Berlicot (Agykár közlegény)                 | Michel Modo          | Botár Endre        |
| soeur Clotilde (Angyalka nővér)             | France Rumilly       | Spilák Klára       |
| Cecília asszony, Gabaj felesége             | Nicole Vervil        | Sáfár Anikó        |
| Aldo, jóképű olasz csendőr                  | Marino Masé          | Kovács István      |
| A pszichiáter a gyufákkal                   | Swen                 | Tolnai Miklós      |
| Renzo őrmester, az olasz csendőrök vezetője | Mario Pisu           | Perlaki István     |
| Frank Davis, újságíró                       | Alan Scott           | Forgács Péter      |
| Nicole barátja                              | Jean-Pierre Bertrand | Pusztaszeri Kornél |
| Tolmács a hotelban                          | François Valorbe     | Horkai János       |
| Rendőrparancsnok New Yorkban                | N/A                  | Balázsi Gyula      |
| Hangosbemondó (hang)                        | N/A                  | Balázsi Gyula      |
| Női szálló recepciósa                       | N/A                  | Czigány Judit      |
| Barbara, a pszichiáter asszisztense         | N/A                  | Farkasinszky Edit  |
| Férfi a kikötőben                           | N/A                  | Vass Gábor         |
| Olasz csendőr                               | N/A                  | Orosz István       |
| Amerikai rendőr                             | N/A                  | Dózsa László       |
| Jack Berry, amerikai TV embere              | N/A                  | Soós László        |

## Televíziós megjelenések
- magyar szinkron: TV-2, Duna TV, TV3, RTL Klub, Film+, Cool, Prizma TV / RTL+, Film+ 2
- feliratos: Zone Europa